# آرنارا
آرنارا (به ایتالیایی: Arnara) یک کومونه در ایتالیا است که در استان فروزینونه واقع شده‌است.

## خصوصیات
آرنارا ۱۲٫۳ کیلومترمربع مساحت و ۲٬۳۹۹ نفر جمعیت دارد و ۲۵۰ متر بالاتر از سطح دریا واقع شده‌است.